# Strymon oenone
Strymon oenone är en fjärilsart som beskrevs av John Henry Leech. Strymon oenone ingår i släktet Strymon och familjen juvelvingar. Inga underarter finns listade i Catalogue of Life.